# Milagros Mumenthaler
Milagros Mumenthaler est une scénariste et réalisatrice de nationalité suisse-argentine, née en 1977 à Buenos Aires.

## Biographie
Après avoir vécu son adolescence à Genève, elle quitte cette ville pour suivre des études cinématographiques à La Universidad Del Cine de Buenos Aires. Elle a réalisé cinq courts métrages dont El Patio (2004), récompensé par plusieurs prix. Son premier long métrage Trois Sœurs (Abrir puertas y ventanas) a obtenu le Léopard d'or et le prix FIPRESCI au Festival de Locarno 2011. Il a également été honoré, cette année-là, au Festival international du film de Mar del Plata en Argentine.

## Filmographie
- 2000 : ¿ Cuándo llega papá ? (court métrage)
- 2003 : Cape Cod (court métrage)
- 2004 : El Patio (court métrage)
- 2007 : Amancay (court métrage)
- 2011 : Trois Sœurs (Abrir puertas y ventanas) (long métrage)
- 2012 : Menuet (court métrage)
- 2016 : La idea de un lago

## Prix
- 2011 : Léopard d'or au Festival international du film de Locarno pour Trois sœurs (Abrir puertas y ventanas)
- 2011 : Astor d'or (Astor de Oro ) du meilleur film Festival international du film de Mar del Plata pour Trois sœurs (Abrir puertas y ventanas)